# اولد اوشن (تگزاس)
اولد اوشن (به انگلیسی: Old Ocean) یک منطقهٔ مسکونی در ایالات متحده آمریکا است که در شهرستان برازوریا، تگزاس واقع شده‌است. اولد اوشن ۱۵۰ نفر جمعیت دارد.